# Fahrradschuh

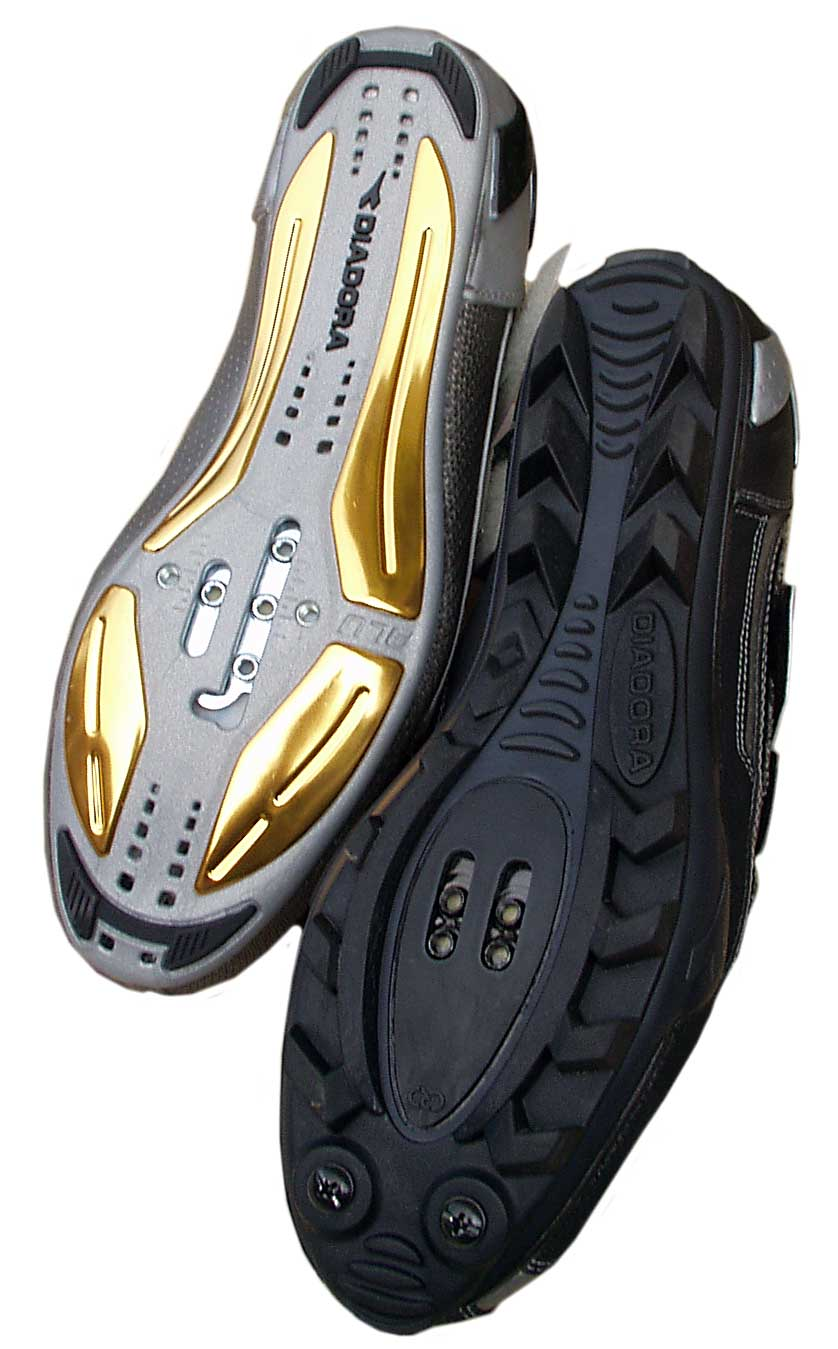
Links Rennradschuh, rechts MTB-Schuh

Fahrradschuhe sind spezielle Schuhe zum Radfahren. Die Sohle ist steif, um die Kraft auf eine möglichst große Fläche des Fußes zu verteilen. Damit sollen Druckstellen am Fuß vermindert werden. Bei hochpreisigen Schuhen kommen Sohlen aus CFK zum Einsatz.
Fast alle Fahrradschuhe besitzen an der Unterseite eine Anbringungsmöglichkeit für eine Schuhplatte (engl.: cleat) zur Verbindung mit einem Klickpedal. Bei Rennradschuhen werden die Platten auf der Unterseite der (meist glatten) Sohle angeschraubt, wodurch das Gehen mit diesen Schuhen sehr erschwert wird.  Schuhe für MTBs- und Freizeiträder haben dicke Sohlen, die Schuhplatten werden versenkt angeschraubt. Die Sohle ist in der Regel nicht so steif, sodass die beim Mountainbiken üblichen Tragepassagen leichter zu bewältigen sind.